# Liste der Bodendenkmäler in Stadtprozelten
Auf dieser Seite sind die Bodendenkmäler in der unterfränkischen Stadt Stadtprozelten zusammengestellt. Diese Tabelle ist eine Teilliste der Liste der Bodendenkmäler in Bayern. Grundlage ist die Bayerische Denkmalliste, die auf Basis des Bayerischen Denkmalschutzgesetzes vom 1. Oktober 1973 erstmals erstellt wurde und seither durch das Bayerische Landesamt für Denkmalpflege geführt wird. Die folgenden Angaben ersetzen nicht die rechtsverbindliche Auskunft der Denkmalschutzbehörde.

## Bodendenkmäler der Stadt Stadtprozelten

### Bodendenkmäler in der Gemarkung Stadtprozelten
| Lage                      | Objekt | Akten-Nr.     | Bild |
| ------------------------- | --- | ------------- | ---- |
| Stadtprozelten (Standort) | Archäologische Befunde im Bereich der spätmittelalterlichen und frühneuzeitlichen ehemalige Spitalkirche und seit dem 18. Jh. Katholischen Pfarrkirche Mariä Himmelfahrt von Stadtprozelten. | D-6-6222-0010 |      |
| Stadtprozelten (Standort) | Archäologische Befunde im Bereich der mittelalterlichen und frühneuzeitlichen Henneburg. | D-6-6222-0011 |      |
| Stadtprozelten (Standort) | Archäologische Befunde im Bereich der mittelalterlichen und frühneuzeitlichen Altstadt von Stadtprozelten.                                                                                   | D-6-6222-0012 |      |
| Stadtprozelten (Standort) | Archäologische Befunde im Bereich der die Henneburg mit der Stadtbefestigung von Stadtprozelten verbindenden Befestigungsabschnitte.                                                         | D-6-6222-0013 |      |
| Stadtprozelten (Standort) | Archäologische Befunde im Bereich der spätmittelalterlichen Stadtbefestigung von Stadtprozelten.                                                                                             | D-6-6222-0014 |      |
| Stadtprozelten (Standort) | Archäologische Befunde im Bereich der mittelalterlichen ehemalige Kirche St. Georg, 1811 abgebrochen.                                                                                        | D-6-6222-0031 |      |
| Stadtprozelten (Standort) | Archäologische Befunde der frühen Neuzeit im Bereich der Stadterweiterungen von Stadtprozelten.                                                                                              | D-6-6222-0032 |      |